# Erling Gregers
Erling Gregers (født 29. september 1935 i Aarhus), er en dansk billedkunstner og skulptør, der arbejdede med kunsten i mere end 50 år, fra 1964 til 2016 hvor han lagde penslerne.
Han blev dekoratøruddannet hos Salling i 1953, gik på Svend Engelunds malerskole, havde egen butik ”Keramikstuen” i 8 år, midt i Aarhus - med salg af dansk kunsthåndværk.
Han har bl.a. solgt til Statens Museum for Kunst og har udstillet på Charlottenborg, Aarhus Kunstmuseum, Aarhus Kunstbygning, Gallerie Moderne og Galleri Clemens.
Gregers arbejdede også som scenograf på DR TV Århus fra 1969 til 1996 med dramatik, opera, ballet, julekalendere, quiz, debat, m.m.

## Alkymistværksted på slottet
Han arbejdede i 27 år som Scenograf på DR TV i Århus. De to julekalendere ”Jul i Gammelby” og ”Jul på Slottet” blev optaget i det scenografiske univers Gregers skabte: stuer, slotssale, alkymistværksted, nisselofter og et fangehul. Stemningsmættede, julede tv-billeder fra Den Gamle By og fra Rosenholm Slot. Programmer som ”Kunstquiz” med Per Arnoldi, drama, debat og balletforestillinger som ”Don Juan” blev præget af hans billedsyn. Det blev således til et dobbelt arbejdsliv med scenografien og kunsten.

## ”HØST” på Christiansborg
Gregers debuterede i 1964 på Påske- og Efterårsudstilling. Statens Museum for Kunst købte et maleri fra serien ”Høst” som blev udlånt til Christiansborg. På et foto i Politiken, kan man se fhv. statsminister Lars Løkke Rasmussen nyde sin frokost, under Gregers store solgule billede. Ny Carlsbergfondet købte også, og han udstillede på Århus Kunstmuseum, Aarhus kunsthal fire gange, Kunsthal Charlottenborg to gange, Den Frie Udstilling m.fl. På Galerie Moderne i Silkeborg syv år i træk og på gallerierne Spectra, Passepartout, Dierks, Clemens og Galleri 14. Gregers var medlem af kunstnersammenslutningen ”PRO” og udstillede med Sonde og Guirlanden.

## Musikalitet mellem kontraster
| Citat          | ”Det stærke og poetiske opstår efter behov. Kontrasten mellem det definerede grafiske og det opløste er vigtige kontraster. Musikalitet mellem forskellige maleriske effekter er det, jeg vil have i mine billeder.” | Citat |
| siger Gregers. | |       |

Gregers' skulpturer er udført i blik fra konservesdåser, klippet op og loddet sammen igen med loddetin. En stor militærfrakke i hvidblik er således permanent udstillet og kan ses i DR Tv’s lounge-område i Aarhus.
I malerierne ses figurer i en stille poetisk verden, hvor farverne er dæmpede. Alle overflødigheder er væk, og han koncentrerer energien i meget bevidst udførte billeder. Hans foretrukne format var det kvadratiske, som er det mest udfordrende at få både i bevægelse og i ro.